# Club Centro Iqueño
El Club Centro Iqueño es un equipo de fútbol, con sede en la metrópoli de Lima, Perú, fundado el 12 de octubre de 1935. Fue campeón de la Segunda y Primera Divisiones.
El 27 de enero de 1970 jugó su último partido en Primera División en el que empató con Sporting Cristal 0-0, y descendió a Segunda División junto con KDT Nacional. 
Iqueño ocupó el penúltimo lugar de la tabla de descenso con 13 puntos. El reglamento estipulaba que los dos últimos equipos en la tabla de posiciones perdían la categoría.
Su última participación la realizó en el torneo de  Segunda División en 1993. Actualmente el club participa únicamente en torneos de menores.

## Historia
El Club Centro Iqueño fue fundado el 12 de octubre de 1935, en la calle Misti y registrado en calle Ramón Zavala 429, en el Rímac (aunque otras versiones hablan de la tercera cuadra de la calle Lima, en lo que hoy es Pueblo Libre), por los señores Víctor Picasso Rodriguez, Fernando Nieri, su hermano Guillermo (primer arquero) y Alfredo Malatesta, conjuntamente con un grupo de residentes ítalo-iqueños en la capital, como Juan de Dios Merel, Amador Illescas, Rolando Cevasco y Emilio Quintana, Le pusieron por nombre Centro Iqueño de Deportes y Estudios.
La primera disciplina que practicó el naciente club fue el fútbol, para lo cual en 1936 se afilió a la Tercera División de la Liga del Rímac. No obstante, en breve mudó su sede institucional a la calle Monzón hoy Lino Cornejo, en el Cercado, cerca del río Rímac. De allí que con el correr de las décadas Iqueño pasara a ser conocido como "Los albos de la calle Monzón".
Luego en 1937 el club se fusiona con Sportivo Tarapacá Ferrocarril y adquiere la categoría. Gracias a ello, el cuadro albo participa directamente a la Liga Provincial de Lima  (equivalente a la segunda categoría). Luego pasa a la Liga Regional de Fútbol de Lima y Callao para 1941. En 1942, Centro Iqueño, participa en el  cuadrangular de revalidación. Al final logra el ascenso a la primera división.
Desde su fundación el club ha forjado grandes jugadores que han defendido las camisetas de diferentes equipos y a las diferentes selecciones peruanas, como Roberto 'Tito' Drago, Guillermo Delgado, José del Castillo (futbolista) o Adolfo Donayre, eximios jugadores  provenientes de las canteras iqueñófilas;  o el medio campo de la Copa Mundial de Fútbol de 1970, en la que destacó la singular clase de Roberto Chale y Ramón Mifflin.
El Centro Iqueño fue un auténtico semillero del fútbol peruano y solo sus gravísimas carencias económicas lo condenaron al descenso. Cada año producía un indeterminado número de verdaderos cracks juveniles que culminados los torneos eran inmediatamente captados por los clubes de mayor potencia económica.
El Iqueño era poseedor de una escuela de fútbol muy fino, agradable a la vista, atildado, elegante, de excelente trato a la pelota y despertó una gran simpatía en la afición. El fenecido y recordado profesor Eugenio Castañeda fue en gran parte el artífice de esa inolvidable escuela.
A nivel de clásicos del fútbol peruano, fueron frecuentes los triunfos del Iqueño sobre Alianza Lima, por lo cual obtuvo el título de La sombra blanca del Alianza Lima. El aficionado podía ser hincha del Universitario de Deportes, de Alianza Lima, del Municipal, del Chalaco, del Boys, del Ciclista, del Cristal, pero si su equipo no jugaba contra el Iqueño, una suerte de simpatía incontenible lo convertía momentáneamente en hincha del Iqueño.
En el campeonato profesional del año 1957 en partido definitorio el 6 de enero de 1958 se impuso a Universitario de Deportes por marcador de 2-1, coronándose Campeón del Fútbol Peruano. Lo dirigía entonces Roberto Scarone, técnico 'charrúa' que apenas tres años después entrenaría al Peñarol de Uruguay coronándolo campeón del torneo uruguayo y de la Copa Libertadores 1960, y posteriormente campeón mundial Interclubes en 1961. Fernando Cárpena, José Allen, Adolfo Donayre y José Castro, Carlos Arce (paraguayo) y Augusto Del Valle (capitán), Enrique Montenegro, Antonio Palomino, Fernando Olaechea, Carlos Abel Linazza (argentino) y Ricardo Quiñonez (paraguayo) solían integrar la oncena titular alba, allá en 1957. En el partido de su coronación como campeón profesional anotaron los 'albos' por intermedio de Montenegro y Palomino a los 29' y 40' del primer tiempo. Alfredo Huaranga Daga también  alternó con éxito en el equipo titular durante el torneo de 1957. Luego Carlos Linazza contratado por el Peñarol acompañó a Roberto Scarone en los éxitos que este obtuvo en el fútbol sudamericano y mundial.
El Iqueño Campeón 1957 confirmó su supremacía en el fútbol profesional peruano al ganar a inicios de 1958 la corona del torneo Apertura derrotando sucesivamente al Universitario y luego en la final al Atlético Chalaco bajo la dirección técnica el paraguayo Miguel Ortega que en esos años hizo debutar a jóvenes valores como José del Castillo (futbolista), Alejandro  Zevallos, Jesús Peláez y Jorge 'Gato' Vásquez como centrales de su ataque, acompañados del talentoso y elegante volante y capitán Juan Biselach, fueron todo un deleite de exquisito fútbol para la hinchada en general a fines de la década del 50, a inicios de 1960 llegaría  el lateral derecho Moises Barack. Miguel Ortega entrenó en el cuadro albo hasta 1961.
En 1962 ganó el Campeonato Relámpago bajo la conducción de Alfredo Huaranga Daga y con la colaboración de José Navarro, Daniel Chávez, Felix Escobar, Jesús Peláez, De la Oliva y Jorge 'Gato' Vásquez. Los años 1964 y 1965 Iqueño produjo dos excepcionales y rutilantes estrellas de nuestro fútbol: Ramón Mifflin y Roberto Challe, cracks indiscutibles en la historia del fútbol peruano.
Tras su descenso, Iqueño jugó en Segunda División hasta 1973, cuando la categoría fue desactivada por el gobierno militar de turno. Pasó a jugar en la Liga del Cercado de Lima hasta 1983, en 1984 fue invitado a participar en la Segunda Profesional donde jugó hasta 1986 ya que volvió a descender a su liga de origen, ese año Victor Picasso hijo potenció sus categorías menores en los distritos de Surco y La Molina. 
El club auspició (incluyendo proveer su indumentaria principal) al Juventud La Joya de Chancay durante la temporada 1987 en la primera división y la intermedia, sin embargo para 1988 se rompe el vínculo. 
En 1991 participó de la Región IX de la Copa Perú donde terminó en primer lugar de la serie B. Disputó el ascenso a Segunda División ante Alcides Vigo, ganador de la serie A, con el que perdió 4-3 y no pudo conseguir el retorno a esa categoría.
En 1993 se usufructuó la categoría en Segunda con el Enrique Lau Chun con el cual tuvo un preacuerdo de fusión que no llegó a materializarse, por lo que solo le cedió su nombre y camiseta de modo comercial. 
Finalmente en 1994 de vuelta en la Liga del Cercado el equipo descendió a Segunda División Distrital y al año siguiente no se presentó a jugar en dicha categoría, por lo que quedó desafiliado hasta la actualidad.

## Actualidad
Actualmente se encuentra desafiliado de su liga de origen pues solo participa en torneos de menores con sus divisiones de calichines, infantiles, y juveniles. Además en otras disciplinas deportivas como el básquetbol y el voleibol. A su vez, el club viene participando en campeonatos de máster de fútbol, futsal y fulbito en Lima o en Ica.

## Uniforme
- Uniforme titular.- Camiseta blanca con escudo al corazón; pantalón negro; medias blancas y negras.
- Uniforme alternativo.- Camiseta negra, con escudo al corazón; pantalón blanco; medias negras.

Uniforme tradicional 1935